# 누보자이르
누보자이르 망명정부(프랑스어: Le gouvernement du Nouveau Zaïre en exil) 또는 누보자이르(프랑스어: Nouveau Zaïre)은 2017년 5월 콩고민주공화국의 정치인 크리스티안 말랑가에 의해 설립된 망명정부이다. 누보자이르는 과거 콩고민주공화국 영토에 존재했던 자이르 정부의 후신임을 자처하고 있다. 

## 개요
크리스티안 말랑가는 2012년 미국에서 콩고연합당을 창당하여 대표로 취임하였다. 이후 2017년 5월 17일 벨기에의 수도 브뤼셀에서 누보자이르 망명정부를 수립하고 자신을 누보자이르 대통령으로 선포하였다.

## 2024년 쿠데타 미수
2024년 5월 19일, 누보자이르 망명정부에 충성하는 군 부대가 콩고민주공화국 정부를 전복시키려고 시도하였다. 이 쿠데타 사건은 곧 콩고민주공화국 보안군에 의해 진압되었고, 말랑가는 피살되었다. 또한 이 과정에서 말랑가의 아들 마르셀이 체포되었다. 쿠데타 기획범들은 무기와 탄약을 콩고민주공화국으로 쉽게 밀반입할 수 있었으며, 주요 정부청사에 쉽게 접근할 수 있었기 때문에 콩고민주공화국 시민단체들은 이러한 쿠데타 시도에 쉽게 가담할 수 있었거나 혹은 정부가 완전히 무능했다고 평가하였다. 적어도 3명의 미국 시민과 1명의 영국 시민들을 포함한 일부 외국인들이 누보자이르 망명정부 인원들과 함께 쿠데타에 참여하였다.

## 같이 보기
- 자이르